# عطية ملكة العرب
الملكة عطية هي زوجة الملك يثع ملك مملكة قيدار والذي أسره آشوربانيبال  (668 قبل الميلاد ~ 627 قبل الميلاد) وجعلها حارساً على بوابة نينوى. قادت جيشاً مع الملك عمولادي ملك قيدار الجديد ومع نتانو ملك النبيات ضد الدولة الآشورية ولكن التحالف هزم وأخذت الملكة إلى نينوى أسيرة.

## المصدر
- موسوعة المملكة العربية السعودية: منطقة الجوف: التطور التاريخي: عصور ما قبل الإسلام.